# 藤原茂樹 (ゲームクリエイター)
藤原 茂樹（ふじわら しげき、1959年12月2日 - ）は、日本のゲームクリエイター、ゲームデザイナー、グラフィックデザイナー、ゲームプロデューサー。「ボンバー藤原」の名義を使用していた時期がある。

## 来歴
大阪芸術大学出身。元々は漫画家志望であり、藤子不二雄のアシスタントを務めていたことがある。
ブロック崩しゲームを見て、ブラウン管に絵を描くことに興味を覚え、ドットデザイナーとして1979年 - 1980年頃に日本物産に入社。『ムーンクレスタ』や『クレイジー・クライマー』などの制作に関わる。1985年にはゲームデザイナーとして『マグマックス』を企画、以降も『テラクレスタ』などヒット作品を企画した。
1989年にハドソンへ移籍。自身が好んでいたボンバーマンを「ハドソンのマリオ」にすることを目標にPCエンジンの『ボンバーマン』を手がけ、対戦モード「バトルゲーム」を考案、5人同時対戦という新分野を開拓し、長くボンバーマンシリーズのシリーズプロデューサーとして携わる。そこからの派生として、ビーダマンやベイブレードの企画協力、さらにボンバーマンのテレビアニメ化（『爆外伝』・『ジェッターズ』）に伴う企画原案に携わる。
その後はハ・ン・ドに移り、ハ・ン・ド執行役員を歴任しアニメ版『アイカツ!』のキャラクターデザイン協力・原案協力を担当する。その後０から１を生み出すコンテンツ企画会社として、株式会社ゼロイチを2017年3月7日に設立、代表取締役兼企画家を務める。

## 主な作品

### ゲーム

#### 日本物産
- ムーンクレスタ（1980年、日本物産、AC） - 入社時すでに企画は動いており、そこにドットデザインとして加わったが、合体など幾つかのアイデア出しも行った。
- クレイジー・クライマー（1980年、日本物産、AC） - 入社時すでに企画が動いており、そこにドットデザインとして加わる。
- チューブパニック（1984年、日本物産、AC） - ドットデザイン担当。
- ローラージャマー（1984年、日本物産、AC） - ドットデザイン担当。
- マグマックス（1985年、日本物産、AC） - ゲームデザイナーとしてのデビュー作。ポスターイラストも担当[1]。
- テラクレスタ（1985年、日本物産、AC）
- コスモポリス ギャリバン（1985年、日本物産、AC） - 企画は『テラクレスタ』より先に立てられたが、AMショーに『テラクレスタ』を出展するため別の担当者が制作を進め[1]、それを引き継いで完成させた。
- UFOロボ ダンガー（1986年、日本物産、AC）
- キッドのホレホレ大作戦（1987年、日本物産、AC）
- テラフォース（1987年、日本物産、AC）

#### ハドソン
- ドラえもん 迷宮大作戦 （1989年、ハドソン、PCE） - ゲームデザイン
- スーパースターソルジャー（1990年、ハドソン、PCE）
- 桃太郎活劇（1990年、ハドソン、PCE） - ディレクター
- ボンバーマン（1990年、ハドソン、PCE） - ディレクター
- うる星やつら STAY WITH YOU（1990年、ハドソン、PCE）
- 桃太郎伝説II（ハドソン、1990年、PCE）
- ボンバーマンII（1991年、ハドソン、FC） - プロデューサー
- ニュートピアII（1991年、ハドソン、PCE） - ディレクター、ゲームデザイナー
- 天外魔境II 卍MARU （1992年、ハドソン、PCE） - スペシャルサンクス
- ソルジャーブレイド（1992年、ハドソン、PCE）
- ボンバーマン'93（1992年、ハドソン、PCE） - ディレクター
- バトルロードランナー（1993年、ハドソン、PCE） - オープニングデザイン
- スーパーボンバーマン（1993年、ハドソン、SFC） - スペシャルサンクス
- 天外魔境 風雲カブキ伝（1993年、ハドソン、PCE） - 演出
- ボンバーマン'94（1993年、ハドソン、PCE） - スーパーバイザー
- 爆笑 吉本新喜劇 今日はこれぐらいにしといたる！（1994年、ハドソン、PCE） - ディレクター
- GB原人ランド ビバ!ちっくん王国 （1994年、ハドソン、GB）
- ボンバーマンGB （1994年、ハドソン、GB） - スペシャルサンクス
- 大貝獣物語 （1994年、ハドソン、SFC） - ディレクター、プロデューサー
- バトルヒート（1994年、ハドソン、PC-FX） - プロデューサー
- TEAM INNOCENT -The Point of No Return-（1994年、ハドソン、PC-FX） - スペシャルサンクス
- スーパーボンバーマン ぱにっくボンバーW （1995年、ハドソン、SFC） - 原画
- スーパーボンバーマン3（1995年、ハドソン、SFC） - ディレクター
- とびだせ!ぱにボン （1995年、ハドソン、VB）  - スペシャルサンクス
- ボンバーマンGB2 （1995年、ハドソン、GB） - スペシャルサンクス
- 鬼神童子ZENKI FX 金剛焱闘（1995年、ハドソン、PC-FX） - スペシャルサンクス
- 鮫亀（1996年、ハドソン、SFC） - ディレクター
- ドレミファンタジー ～ミロンのドキドキ大冒険～（1996年、ハドソン、SFC） - プロデューサー
- スーパーボンバーマン4（1996年、ハドソン、SFC） - スペシャルサンクス
- サターンボンバーマン（1996年、ハドソン、SS） - ディレクター
- ボンバーマンGB3 （1996年、ハドソン、GB）
- ボンバーマンビーダマン（1996年、ハドソン、SFC）
- スーパーボンバーマン5（1997年、ハドソン、SFC） - スペシャルサンクス
- ネオ・ボンバーマン （1997年、ハドソン、MVS） - スーパーバイザー
- 桃太郎道中記 （1997年、ハドソン、SS） - スペシャルサンクス
- サターンボンバーマンファイト!! （1997年、ハドソン、SS） - 監修
- ボンバーマンワールド（1998年、ハドソン、PS） - ディレクター、ゲームデザイナー
- ボンバーマンウォーズ （1998年、ハドソン、PS・SS） - ディレクター
- ボンバーマンヒーロー ミリアン王女を救え!（1998年、ハドソン、N64） - スーパーバイザー
- ボンバーマン ファンタジーレース（1998年、ハドソン、PS） - スペシャルアドバイザー
- ボンバーマン （1998年、ハドソン、PS） - ディレクター
- ボンバーマンクエスト （1998年、ハドソン、GBC） - ディレクター
- 爆ボンバーマン2（1999年、ハドソン、N64） - スーパーバイザー
- ボンバーマンストーリー（2001年、ハドソン、GBA） - ディレクター
- ボンバーマンオンライン （2001年、ハドソン、DC） - スーパーバイザー
- ボンバーマンジェネレーション（2002年、ハドソン、GC） - スーパーバイザー
- ボンバーマンジェッターズ〜伝説のボンバーマン〜（2002年、ハドソン、GBA） - プロデューサー
- ボンバーマンジェッターズ（2002年、ハドソン、PS2・GC） - プロデューサー
- ハドソンセレクションVol.4 高橋名人の冒険島（2003年、ハドソン、PS2・GC） - スペシャルサンクス
- ボンバーマンランドシリーズ ボンバーマンカートDX（2004年、ハドソン、PS2） - プロモーション
- 天外魔境III NAMIDA（2005年、ハドソン、PS2） - プロモーション&セールス

#### ハ・ン・ド以降
- ファンタジーライフ（2012年、レベルファイブ、3DS）

### 玩具
- ビーダマン（タカラ） - 企画協力
- ベイブレード（タカラ） - 企画協力

### アニメ
- ボンバーマン 勇気をありがとう 私が耳になる（1996年、OVA） - ボンバーマン監修
- Bビーダマン爆外伝（1998年、テレビ朝日系列） - 原案
- Bビーダマン爆外伝V（1999年、テレビ朝日系列） - 原案
- ボンバーマンジェッターズ（2002年、テレビ東京系列） - 企画原案
- アイカツ!（2012年、テレビ東京系列） - キャラクターデザイン協力。原案協力[4]。
- マジンボーン（2014年、テレビ東京系列） - 原案協力[4]。
- ゲキドライヴ（2019年）-アニメ制作

## 人物
- 自らを「企画家」としているのは、漫画家を目指していたことが由来[5]。
- 特撮・アニメ好きである。日本物産時代の作品には、自機が合体変形や変身する要素や作品のタイトル名などにおいて、これらの影響やオマージュがみられるものがある（『UFOロボ ダンガー』『コスモポリス ギャリバン』など）。
- ハドソンの『ボンバーマン』（ファミコン）が好きで、ボンバーマンに影響を受け自分もボンバーマンのような面クリア型アクションを作りたいと思い『キッドのホレホレ大作戦』を開発した[4]。後に藤原はハドソンに移籍しボンバーマンシリーズのシリーズプロデューサーとなっている[3] 。藤原はボンバーマンを好きになった理由に「自分がゲームが下手で、ボンバーマンが『難易度曲線が逆向きなゲーム性』を有していること」を挙げている[4]。また、藤原はハドソン在籍中「ボンバー藤原」の名義を使用していた時期がある。
- ボンバーマンのヒットを受け、玩具メーカーのタカラからボンバーマンの版権を使用して玩具を作りたいと打診を受けた際に、「ただのキャラクター玩具では面白くないので、ビー玉やベーゴマといった、親の知っている遊びを今の技術で企画開発してはどうか」と提案し、ビーダマンやベイブレードが誕生するきっかけを作った[1]。
- 藤子不二雄のアシスタント時代、コロコロコミック編集部に出入りしていた縁で、当時ハドソンとの関係が深かった同誌において、ファミコン版『テラクレスタ』のフォーメーションコンテスト開催やコミカライズ作品の掲載を実現した[6]。
- 好きな漫画家に藤子不二雄[7]と鳥山明[4]の名を挙げている。